# Alteplase
L'alteplase è un farmaco biologico ad attività fibrinolitica appartenente alla categoria degli R-tPA. trova indicazione nella terapia del infarto miocardico acuto e nell'ischemia.

## Storia
L'alteplase è stata sviluppata congiuntammente dalle aziende Genentech e Boehringer Ingelheim, i quali brevettarono il principio attivo nel 1985. L'uso nella terapia dell'infarto è stato approvato dall'agenzia statunitense FDA, per il territorio degli Stati Uniti, nel 1987 e per la terapia dell'ischemia nel 1996. In Italia, il farmaco fu approvato dall'AIFA nel 1988. La Boehringer Ingelheim sottopose all'EMA il farmaco per l'uso nell'ischemia nel 2000; l'approvazione giunse nel 2002.

## Proprietà chimico-fisiche
L'alteplase condivide le caratteristiche strutturali, chimiche e fisiche dell'attivatore tissutale del plasminogeno endogeno. È, dunque, una glicoproteina composta da 527 aminoacidi e dal peso molecolare di 70 kD. La molecola è composta da 5 domini funzionali, in ordine dalla regione amino-terminale a quella carbossi-terminale:
1. Dito di fibronectina (49 aminoacidi)
2. EGF (36 aminoacidi)
3. Kringle 1 (96 aminoacidi)
4. Kringle 2 (96 aminoacidi)
5. Serin proteasi (250 aminoacidi)

La Serin proteasi è l'unità funzionale della proteina, la quale cliva il legame arginina 560-valina 561, trasformando il plasminogeno nella sua forma attiva plasmina. I siti Kringle e dito di fibronectina contengono siti di legame per diversi substrati. Il dominio EGF è responsabile del legame epatico e, quindi, del metabolismo della molecola

## Sintesi
L'alteplase è una forma biotecnologica, prodotta per via ricombinante, della serin proteasi endogena attivatore tissutale del plasminogeno  (p-TA). Questa glicoproteina purificata è sintetizzata tramite l'espressione del DNA complementare del t-PA naturale umano inserito nelle linee cellulari ovariche del cricetulo cinese

## Farmacologia
L'alteplase è un attivatore tissutale umano ricombinante del plasminogeno: appartiene , dunque, alla categoria farmacoterapeutica degli agenti antitrombotici, sottocategoria dei farmaci trombolitici.

### Farmacodinamica
L'alteplase agisce come il suo omologo endogeno, l'attivatore tissutale del plasminogeno, promuovendo direttamente l'attivazione del plasminogeno in plasmina, la quale è in grado di disciogliere i coaguli rigidi di fibrina insolubile, sia fisiologici che patologici, in frammenti. Dopo 4 ore dalla somministrazione di 1000 mg di alteplase, si rileva una riduzione del 40% dei livelli di fibrinogeno circolante, del 65% di alfa2-antiplasmina e dell'80% di plasminogeno; i livelli risalgono all'80% dopo circa 24 ore. L'eventualità di una riduzione marcata e prolungata è di raro riscontro.

## Commercio
Il Farmaco, sebbene il brevetto sia scaduto nel 2005 non presenta una formulazione equivalente. In commercio vi sono le formulazioni:
- Actilyse® (Boehringer Ingelheim)
- Activase® (Genentech)
- Cathflo Activase® (Genentech)

Il farmaco, nel 2014, costava circa 64.300 $ al grammo.